# Гребенник, Андрей Вадимович
Андрей Вадимович Гребенник (род. 15 августа 1959 года, Москва, РСФСР, СССР) — российский политический деятель. Глава муниципального округа Щукино с 2016 года. Кандидат в депутаты Государственной думы на выборах 2021 года от КПРФ. Беспартийный.

## Биография
В 1984 году окончил Высшее техническое училище им. Н.Э. Баумана, в 2016 году — РАНХиГС при Президенте РФ.
С 1997 года является муниципальным депутатом в Москве. Помимо этого, работал помощником депутата Государственной думы Галины Хованской и занимал должность президента фонда «Экология и культура».
В 2016 году на выборах в Совет депутатов района Щукино IV созыва шёл в коалиции с представителем партии «Яблоко» Максимом Кацем. По результатам выборов, 8 из 15 мест в Совете депутатов получили оппозиционные кандидаты (5 от КПРФ и 3 от «Яблока»), а сам Гребенник на первом заседании нового созыва Совета был избран главой муниципального округа Щукино. Также он возглавил комиссию по информированию населения и работе со средствами массовой информации.
В 2021 году был выдвинут кандидатом в депутаты Государственной думы VIII созыва по 206-му одномандатному округу Москвы. Также вошёл в московский региональный список КПРФ (не являясь при этом членом партии) под номером 7. Кандидатура Гребенника был поддержана проектом «Умное голосование» Алексея Навального. Его главным соперником выступил единоросс Александр Мажуга, поддержанный также мэрией Москвы и «списком Собянина». По итогам очного голосования Гребенник уверенно обошёл Мажугу (32,75% против 27,88%), однако в результате применения т.н. дистанционного электронного голосования (ДЭГ) проиграл ему (34,82% против 24,7%).